# WNBA All-Star Game 2007
Match précédent Match suivant
Le WNBA All-Star Game 2007 a été joué le 15 juillet 2007 dans le Verizon Center de Washington. Ce match est le 9e All-Star Game annuel. Washington accueille cet événement pour la deuxième fois de son histoire après 2002. Ce match est le 8e All-Star Game annuel.
Les joueuses de la Conférence Ouest battent les joueuses de la Conférence Est 103 à 99. Cheryl Ford est élue MVP de la rencontre. Tina Thompson est la meilleure marqueuse du match avec 19 points.

## Joueuses
| Pos.        | Joueur                  | Équipe                      | Participation |
| Titulaires  | Titulaires              | Titulaires                  | Titulaires    |
| ----------- | ----------------------- | --------------------------- | ------------- |
| PG          | Sue Bird                | Storm de Seattle            | 5e            |
| SG          | Becky Hammon            | Silver Stars de San Antonio | 5e            |
| SF          | Diana Taurasi           | Mercury de Phoenix          | 3e            |
| PF          | Lauren Jackson          | Storm de Seattle            | 6e            |
| C           | Yolanda Griffith        | Monarchs de Sacramento      | 8e            |
| Remplaçants |                         |                             |               |
| SG          | Cappie Pondexter        | Mercury de Phoenix          | 2e            |
| SG          | Kara Lawson*            | Monarchs de Sacramento      | 1re           |
| SF          | Seimone Augustus        | Lynx du Minnesota           | 2e            |
| SF          | Tina Thompson*          | Comets de Houston           | 8e            |
| SF          | Sophia Young*           | Silver Stars de San Antonio | 2e            |
| PF          | Rebekkah Brunson*       | Monarchs de Sacramento      | 1re           |
| PF          | Taj McWilliams-Franklin | Sparks de Los Angeles       | 7e            |
| PF          | Penny Taylor*           | Mercury de Phoenix          | 2e            |
| Entraîneur  |                         |                             |               |
|             | Jenny Boucek            | Monarchs de Sacramento      |               |

| Pos.        | Joueur               | Équipe                | Participation |
| Titulaires  | Titulaires           | Titulaires            | Titulaires    |
| ----------- | -------------------- | --------------------- | ------------- |
| PG          | Deanna Nolan         | Shock de Détroit      | 5e            |
| SG          | Anna DeForge         | Fever de l'Indiana    | 2e            |
| SF          | Tamika Catchings     | Fever de l'Indiana    | 6e            |
| PF          | Cheryl Ford          | Shock de Détroit      | 5e            |
| C           | Kara Braxton         | Shock de Détroit      | 1re           |
| Remplaçants |                      |                       |               |
| SG          | Alana Beard          | Mystics de Washington | 3e            |
| SG          | Katie Douglas        | Sun du Connecticut    | 2e            |
| SF          | Candice Dupree       | Sky de Chicago        | 2e            |
| SF          | DeLisha Milton-Jones | Mystics de Washington | 3e            |
| PF          | Asjha Jones          | Sun du Connecticut    | 1re           |
| C           | Tammy Sutton-Brown   | Fever de l'Indiana    | 2e            |
| Entraîneur  |                      |                       |               |
|             | Bill Laimbeer        | Shock de Détroit      |               |

* Sue Bird et Rebekkah Brunson sont forfaits sur blessure. Kara Lawson et Sophia Young ont été appelées pour les remplacer. Tina Thompson a remplacé Sue Bird dans le 5 majeur.
Jenny Boucek (Monarchs de Sacramento) dirige la sélection de l'Ouest qui l'emporte 103 à 109 sur celle de l'Est dirigée par Bill Laimbeer (Shock de Détroit).
| 15 juillet | Report | Conférence Ouest 103, Conférence Est 99                    | Conférence Ouest 103, Conférence Est 99 | Conférence Ouest 103, Conférence Est 99       |  | Verizon Center, Washington D.C. Affluence : 19,487 Arbitres : #55 Eric Brewton, #9 Denise Brooks-Clauser, #7 Clarke Stevens | ABC |
| 15 juillet | Report | Tina Thompson 19 Taj McWilliams-Franklin 9 Diana Taurasi 9 | Points Rebonds Passes d.                | Katie Douglas 18 Cheryl Ford 13 Alana Beard 8 |  | Verizon Center, Washington D.C. Affluence : 19,487 Arbitres : #55 Eric Brewton, #9 Denise Brooks-Clauser, #7 Clarke Stevens | ABC |

## Three-point Shootout
Laurie Koehn remporte le concours avec un score de 25 points en battant en finale Diana Taurasi et Penny Taylor.

### Participants
| Joueuse       | Équipe                | Poste   | Tirs réussis | Tirs tentés | Pour cent | 1er tour | 2e tour |
| ------------- | --------------------- | ------- | ------------ | ----------- | --------- | -------- | ------- |
| Laurie Koehn  | Mystics de Washington | Arrière | 12           | 33          | 36,4      | 23       | 25      |
| Diana Taurasi | Mercury de Phoenix    | Ailier  | 95           | 259         | 35,7      | 21       | 16      |
| Penny Taylor  | Mercury de Phoenix    | Ailier  | 34           | 90          | 37,8      | 20       | 19      |
| Katie Douglas | Sun du Connecticut    | Arrière | 68           | 201         | 33,8      | 19       |         |
| Deanna Nolan  | Shock de Détroit      | Arrière | 46           | 117         | 39,3      | 11       |         |

## Skills Challenge

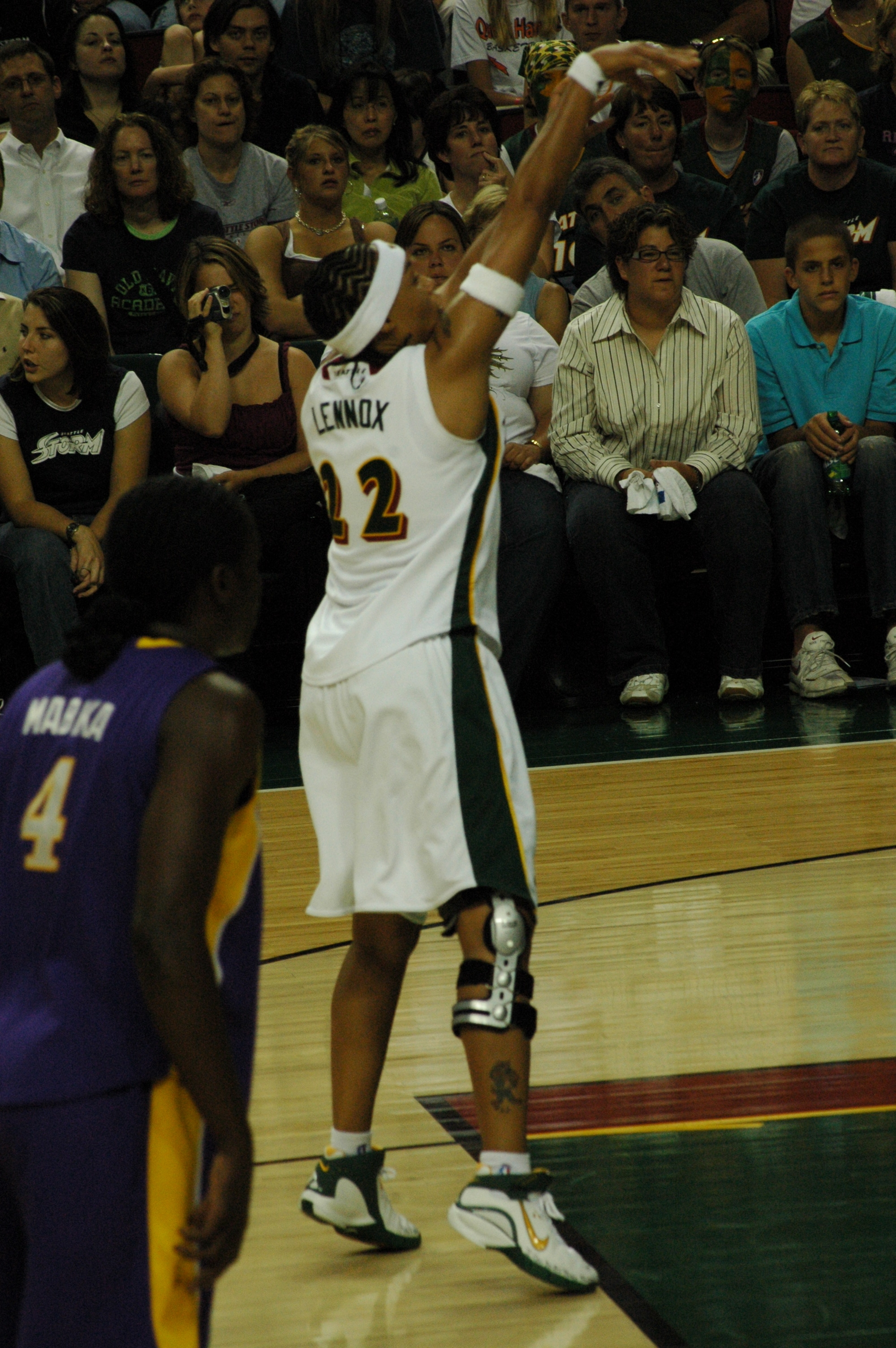
Betty Lennox (ici sous le maillot du Storm)

Becky Hammon remporte le concours en battant en finale Seimone Augustus.
| Joueur           | Équipe                      | Poste   | Taille | 1er tour | 2e tour |
| ---------------- | --------------------------- | ------- | ------ | -------- | ------- |
| Becky Hammon     | Silver Stars de San Antonio | Meneuse | 1,67 m | 34,6 s   | 27,1 s  |
| Seimone Augustus | Lynx du Minnesota           | Ailière | 1,83 m | 28,3 s   | 27,4 s  |
| Betty Lennox     | Storm de Seattle            | Arrière | 1,72 m | 40,0 s   |         |
| Nikki Teasley    | Mystics de Washington       | Meneuse | 1,83 m | 39,4 s   |         |